# .hr
.hr е национален интернет домейн от първо ниво (ccTLD) предназначен за Хърватия. Администрира се от организацията CARNet (Хърватска академична и изследователска мрежа).

## История
През 1991 г. международната организация IANA (Internet Assigned Number Authority) определя Хърватската академична и изследователска мрежа CARNet за администратор на националния домейн от първо ниво .hr. През 1993 г. CARNet получава от IANA необходимите пълномощия за администриране на домейна .hr. През 1995 г. хърватското правителство приема наредба, с която учредява въз основа на CARNet ведомство за информационна инфраструктурна дейност в областта на науката и образованието. Като учредител е посочено хърватското Министерство на науката и технологиите.
В съответствие с Устава на CARNet, на 20 декември 2000 г. Управителният съвет на CARNet приема Правилник за организацията на интернет домейн от първо ниво „hr“ и принципите на управление на домейна от първо ниво „hr“. Този правилник бива променян и допълван неколкократно: на 20 март 2001, 30 октомври 2001, 19 декември 2001 и на 14 април 2003 г.

## Организация и управление на домейна .hr
В Правилника за организацията на интернет домейн от първо ниво .hr се казва, че всички държави, мрежи и отделни хора, свързани към интернет, а също така и CARNet, се ръководят от принципите и авторитетите, свързани с организацията на системата на интернет домейните (DNS), основаващи се на следните международни (интернет) документи:
- RFC 1591: Domain Name System Structure and Delegation
- Bylaws for Internet Corporation for Assigned Names and Numbers (ICANN)
- IANA / ICANN TLD Delegation Practices Document – ICP-1

По-нататък в Правилника се казва: националният домейн .hr е основен елемент на националното богатство и суверенитета на Република Хърватска: той е основа за нейното разпознаване във виртуалния свят и изходна точка за структурирано и организирано представяне на Република Хърватска (RH) в информационното пространство на интернет.
Според Правилника, правото на използване на собствен домейн е едно от основните права на юридическите и физическите лица.

### Видове домейни в рамките на домейна .hr
В Правилника се дефинират шест вида поддомейни (наричани просто домейни), които се регистрират според разпоредбите на същия Правилник:
- HR-P – домейни за виртуално идентифициране на юридически лица. Те са вторични домейни в рамките на домейн .hr, т.е. непосредствено под нивото на домейн .hr;
- HR-F – домейни за виртуално идентифициране на физически лица. Те са поддомейни в рамките на домейн iz.hr. Домейн със същото име се отваря автоматично и в рамките на вторичните домейни from.hr и name.hr;
- HR-D – домейни за виртуално идентифициране на самостоятелна дейност на физически лица. Те са вторични домейни в рамките на домейн .hr;
- HR-T – домейни комерсиални цели и други допълнителни нужди на юридически и физически лица. Отварят се като поддомейни в рамките на домейн com.hr;
- HR-V – домейни, важни за Хърватска и информационното ѝ пространство. Те са вторични домейни в рамките на домейн .hr;
- HR-I – домейни за развитие на информационното пространство на Хърватска. Те са вторични домейни в рамките на домейн .hr

### Имена на домейните в рамките на домейн .hr
Пълното име на домейна (напр. ivan-horvat-zg.from.hr или pliva.hr), се състои от име на домейн, избирано от кандидата за регистриране на домейн (напр. ivan-horvat-zg или pliva) и стандартна (фиксирана) част на името (напр. .from.hr или .hr).
Името на домейна, независимо от вида на домейна, представлява символен низ, отговарящ на следните условия:
- да е съставено само от буквите от английската азбука (не се различават малки и големи букви), цифрите от 0 до 9 и знака „-“;
- да е съставено най-малко от 3 и максимум от 65 знака;
- първият и последният знак не могат да бъдат „-“;
- в низа не могат да се използват два знака „-“ непосредствено един след друг;
- не може да е съставено само от цифри.

### Потребители на домейни .hr
Потребителите на домейните в рамките на .hr трябва да отговарят на следните изисквания:
- На HR-P: да бъдат юридически лица, регистрирани в Република Хърватска за разрешена от закона търговска дейност, както и други юридически субекти, които въз основа на хърватски закони или международни договори имат статут на юридически лица в Република Хърватска. Юридическите лица трябва да са регистрирани в някой от единните регистри в Хърватска.
- На HR-F: да бъдат граждани на Република Хърватска с ЕГН или чуждестранни граждани с постоянно пребиваване в Хърватска с единен номер на чужденец.
- На HR-D: да бъдат физически лица, регистрирани за самостоятелна дейност от местни органи за управление или имащи разрешително за такава дейност от държавни органи.
- На HR-T: да бъдат физически или юридически лица с физически адрес в Република Хърватска.
- На HR-V: да бъдат:
  - държавни органи или органи на местното управление или самоуправление. Хърватското правителство може да определи допълнително правила за регистрация на домейни от страна на държавни органи или органи на местното управление или самоуправление;
  - съюзи, професионални организации, регистрирани в някой от единните регистри в Хърватска.
- На HR-I: да бъдат юридически лица, регистрирани в Хърватска или физически лица, граждани на Република Хърватска.

### Управление домейна .hr
Управителният съвет на CARNet назначава по предложение на управителя на CARNet, Комисия за домейн .hr. Комисията се състои минимум от 5 членове и се назначава за период от 2 години. Членовете на Комисията избират помежду си председател за срок от една година. Списъкът на членовете на комисията е публичен и се публикува в интернет.

### Регистриране, активиране или заличаване на домейн .hr
Процедурата за регистриране, активиране или заличаване на домейн .hr започва с подаване на молба за регистрация, активиране или заличаване на домейн. Молбата се подава в службата по DNS в документа Процедура по регистрация, активиране или заличаване на поддомейн в рамките на домейн .hr, с необходимите задължителни и допълнителни данни и приложения, по начин, определен за всеки вид домейн.

### Заплащане на такси за регистриране на домейн .hr
Такси се заплащат за:
- Регистрация на домейни HR-T и HR-I;
- Годишна поддръжка на домейни HR-T i HR-I;
- Повтарящи се подобни промени (напр. на името или техническите данни), свързани с регистриран домейн в рамките на 6 месеца;
- Провеждане на процедура за арбитраж;
- Провеждане на процедури, свързани с администриране на домейн .hr по начин, различен от стандартния.

Цените за домейни HR-T и HR-I са:
- Регистриране и годишна поддръжка на домейн HR-T (първа година) – 180 куни (48 лв.)
- Годишна поддръжка на домейн HR-T (втора и всяка следваща година) – 150 куни (40 лв.)
- Регистрация и двугодишна поддръжка на домейн HR-I – 300 куни (80 лв.)